# Anser caerulescens
L'oca delle nevi (Anser caerulescens (Linnaeus, 1758)) è un uccello nordamericano della famiglia Anatidae.  Il suo nome deriva dal piumaggio tipicamente bianco.
Quest'oca nidifica nel Canada settentrionale e nell'estremità nordorientale della Siberia, e sverna nelle regioni molto più a sud del continente, negli USA meridionali e oltre.
Questa specie è una rara visitatrice dell'Europa, ma in questo continente sono frequenti le fughe dalle varie collezioni e alcuni di questi esemplari inselvatichiti si sono riprodotti. Per esempio, le oche delle nevi sono rare visitatrici delle isole britanniche, dove sono state regolarmente avvistate tra gli stormi di oche facciabianca, colombaccio e lombardelle della Groenlandia. È presente anche una popolazione inselvatichita in Scozia, da cui sembrano provenire molti uccelli avvistati in Gran Bretagna. In America Centrale, le visitatrici si incontrano abbastanza di frequente durante i mesi invernali.

## Descrizione

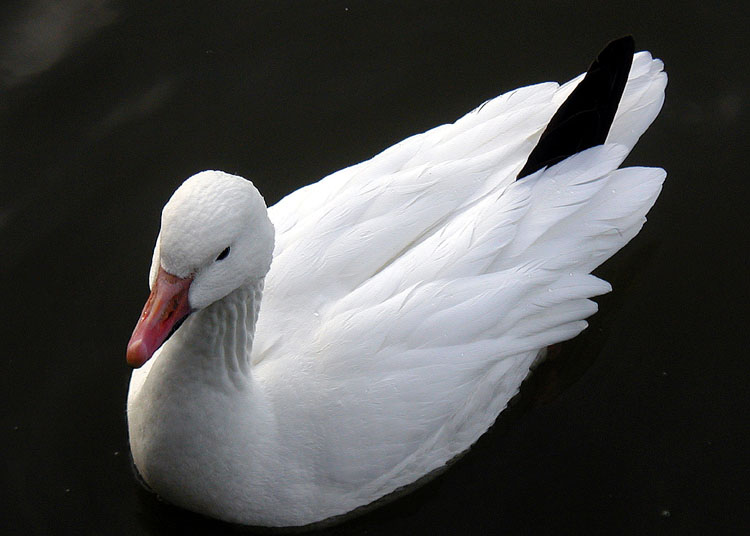
Oca delle nevi minore nella fase bianca

La più piccola delle due sottospecie, l'oca delle nevi minore (A. c. caerulescens), vive dal Canada centrosettentrionale fino all'area dello stretto di Bering. Si trova comunemente in due tipi di piumaggio. Gli uccelli del tipo bianco sono bianchi, ad eccezione delle estremità delle ali nere, ma le oche del tipo azzurro hanno un piumaggio grigio-bluastro, che sostituisce la maggior parte delle piume bianche, ad eccezione di quelle della testa, del collo e della punta della coda. Gli uccelli del tipo bianco e quelli del tipo azzurro si incrociano tra loro e i piccoli possono essere di entrambi i tipi. La sottospecie più grande, l'oca delle nevi maggiore (A. c. atlanticus), nidifica nel Canada nordorientale. In questa sottospecie gli uccelli del tipo azzurro sono rari.

## Ecologia

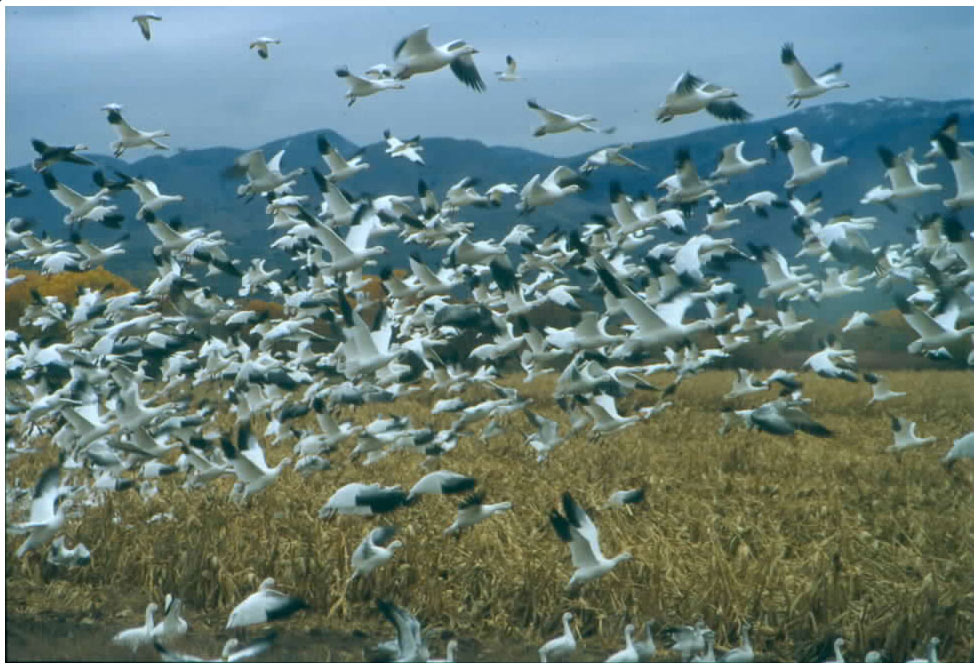
Oche delle nevi che svernano a Bosque del Apache, in Nuovo Messico; da notare l'uccello del tipo azzurro in alto a sinistra

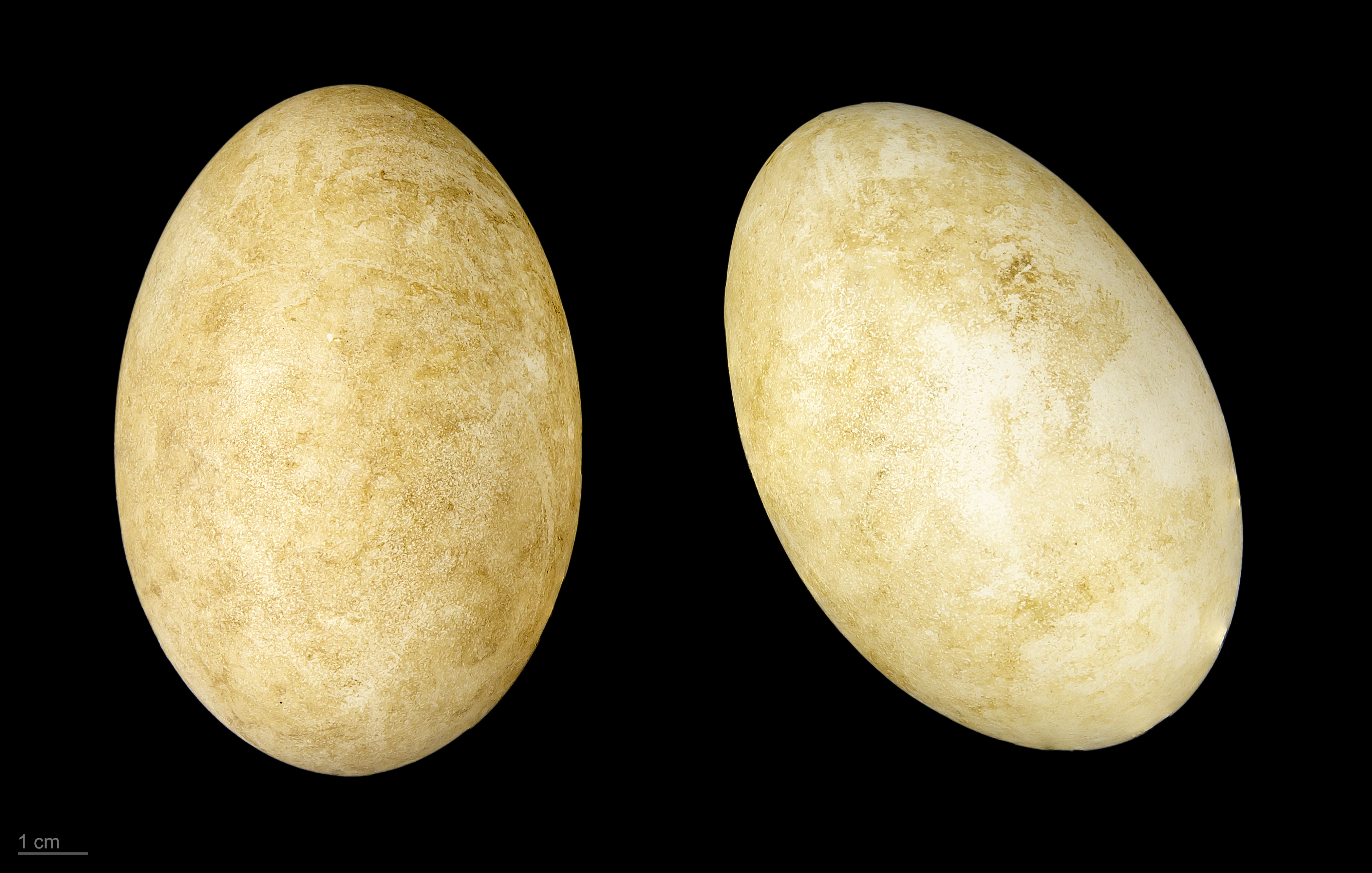
Anser caerulescens

Le oche delle nevi si nutrono soprattutto di materiale vegetale che trovano nelle acque basse o sulla terraferma. All'infuori della stagione della nidificazione, si nutrono solitamente in stormi. In inverno, le oche delle nevi si cibano dei chicchi rimasti nei campi. Migrano in grandi stormi, spesso visitando gli habitat di sosta tradizionali in numeri spettacolari.
I loro nidi sono situati solitamente in un luogo leggermente rialzato del suolo e vengono costruiti con materiale vegetale e foderati di piumino. Si accoppiano con lo stesso partner per tutta la vita.
La popolazione di oche delle nevi maggiori si trovava in declino agli inizi del XX secolo, ma ora ha raggiunto di nuovo livelli sostenibili. In Nordamerica le oche delle nevi sono così aumentate al punto che le aree di nidificazione nella tundra artica e dei terreni di svernamento nelle paludi salmastre stanno iniziando a degradare pericolosamente, situazione che danneggia le altre specie che vivono negli stessi habitat.